# Z/X IGNITION
『Z/X IGNITION』（ゼクス イグニッション）はブロッコリー発売のトレーディングカードゲーム（TCG）『Z/X』を原作とするテレビアニメ作品。

## あらすじ
21世紀初頭の20XX年、東京を含む地球の5箇所にブラックポイントが出現し、さらに日本国内の4箇所に新たなブラックポイントが出現した。これにより日本は5つの世界のゼクスによる侵攻を受け多大な被害を被ったが、神戸はブラックポイントから離れており比較的平穏だった。
そして3年後の12月24日、神戸に住む高校生天王寺飛鳥は、竜の巫女からカードデバイスを授けられた。その夜飛鳥は、黒のゼクス使い上柚木綾瀬とズィーガーが白のゼクス誇りのフィエリテを襲撃している場面に遭遇し、フィエリテをキャプチャーして救いパートナーとなった。また、フィエリテを監視していた青のゼクス使い各務原あづみとリゲルとも知り合い、紆余曲折の末三者は友好的になった。しかし一方で、両親をゼクスに殺された御影藍那は、飛鳥達がゼクス使いと知り絶望したところを悪意の魔人マリスに狙われていた。
同じ頃、福岡では赤のゼクス使い黒崎神門と九大英雄アレキサンダーが他地域への侵攻を準備していた。彼らを慕う倉敷世羅と究極強竜オリハルコンティラノ、東北から九州に来ていた緑のゼクス使い青葉千歳と刀の武人龍膽も加え、12月29日、赤の軍隊は博多港から神戸に向け出動した。

## 登場人物
「Z/X -Zillions of enemy X-の登場人物」も参照。

### ゼクス使いとパートナーゼクス
天王寺 飛鳥（てんのうじ あすか）
声 - 下野紘
『IGNITION』の主人公。私立聖竜学園高等学校2年生の男子生徒で学生寮住まい。17歳。フィエリテを救うためカードデバイスでキャプチャーした。とりあえず「人間もゼクスもみんな仲良くなればいい」と単純に考えている。高所恐怖症。口癖は「なんでこないなってもうたんや・・・」。
フィエリテ
声 - M・A・O
飛鳥と行動を共にするゼクス。穏やかで天然気味な性格の女性で、白の世界に属する天使。「誇りのフィエリテ」。行方不明のラファエルの件や人間に対する扱いについて、ガブリエルと意見を異にしたため白の世界から出奔して来た。本来は必要なかったが食事や入浴を楽しむようになった。天使の兵士から様付けで呼ばれたり、十二使徒にも劣らない力を保有しているなど謎がある。
上柚木 綾瀬（かみゆぎ あやせ）
天使を仇として狩っている少女。天使からは「エンジェル・キラー」と呼ばれている。両親を天使に殺された。偶然知り合った藍那と友達になったが、ゼクス使いと知られて拒絶され、心を痛める。後に両親の真の仇がガムビエルであることをサー・ガルマータに教えられる。従姉妹に上柚木八千代と上柚木さくらという双子の姉妹がいる。
ズィーガー
声 - 井上和彦
綾瀬と行動を共にするゼクス。黒の世界の住人であるプレデターという黒豹の雄。「漆黒の刃」。元々は殺しを楽しむ残忍な性格だったが、綾瀬と共に行動するうちに助平なおっさんと化し、お茶目な部分を見せるようになっている。
各務原 あづみ（かがみはら あづみ）
声 - 小倉唯
『Code reunion』の主人公で、不治の病の進行を止めるため青の世界と契約した少女。飛鳥の平和的な考えを聞き、生きるために命令に従い戦い続けている自分の境遇に悩み始める。病弱だが食欲は異様に旺盛で、カレーライスを一度に10皿以上食べたり、飛鳥からのクリスマスケーキを受け取らせようとしないリゲルを問答無用でキャプチャーしたりする。
彼女の不治の病の正体は、青の世界が重要人物である彼女を意のままに操るために、毒素を放出するナノマシンを体内に仕込んだためであった。つまり、ナノマシンか毒素を無力化すれば病気の発作に悩まされなくても済むため、彼女とリゲルは薬物に詳しいと龍膽から聞かされた緑の世界の支配者「八大竜王」の助力を当てにしようとする。青の未来のトリガーポイントであり、オリジナルXIIIのクローン元。
リゲル
あづみと行動を共にするゼクス。青の世界の戦闘服を着た「バトルドレス」というタイプの戦闘少女。「ソードスナイパー」。あづみを何より大切に思っているが、人間社会の常識がないためあづみの気持ちが理解できず困惑することもある。あづみとともにフィエリテを監視していたが、当人達には戦いに嫌気が差し青の世界から逃亡してきたと説明していた。その後あづみの病の秘密を知り、本当に逃亡することになった。
青葉 千歳（あおば ちとせ）
元防衛隊の隊員だった女性。見た目は小学生と言われるほどだが実年齢は19歳。防衛隊にいても誰も守れないと判断し、宮城野駐屯地からカードデバイスを盗んで逃亡。龍膽とパートナーになった後、関門海峡を小舟で渡り九州は福岡へ漂着する。神門の侵攻については、何もしなければ何も変わらないと考え同行を決意した（納得いかなければ離反すると通告してある）。
龍膽（りんどう）
声 - 浅沼晋太郎
千歳と行動を共にするゼクス。「刀の武人」。ゼクスの死に涙を流した千歳を見て彼女を主と決めた。あづみの病に効く丸薬を持っていたため、緑の世界の医学で治療できるかもしれないという希望を与えた。
倉敷 世羅（くらしき せら）
オリハルコンティラノの母と自称する少女（生まれたばかりのティラノになつかれたことから）。9歳。行方不明になった母を捜すため、自宅から名古屋を目指して1人で徒歩とヒッチハイクによる旅を始めた。途中でティラノと出会い、福岡に着いて神門と会ってからは、彼と共にいればやがて母と会えると考え、その後は防衛隊の博多駐屯地に居住した。難しいことは分からないため、慕っている神門に無邪気に従っている。赤の未来においての三博士の一人で、ギガンティックの生みの親である。
オリハルコンティラノ
赤の世界のギガンティックで、世羅と行動を共にするゼクス。「究極強竜」。道端にあった卵から孵化した時に偶然居合わせた世羅に懐いた。石を食べて成長する。凶暴そうな巨体にもかかわらず優しい性格で、子供達から懐かれている。
黒崎 神門（くろさき みかど）
九州の防衛隊を掌握し、アレキサンダーの軍師となってゼクスの軍も指揮下に置いた男性。福岡を人間とZ/Xが共存する理想の地に変えた実績に自信を得て、日本全体に平和をもたらそうと侵攻を計画する。しかし時折カスガという少女の写真を見ながら、死んだ彼女を蘇らせるという、隠している真の意図をつぶやく。赤の未来においての三博士の一人で、九大英雄の生みの親である。
アレキサンダー
声 - 檜山修之
神門と行動を共にするゼクス。「九大英雄」。屋内でも常に馬（「制覇の黒馬」ブケファロス）に乗っている。強い敵との戦闘を楽しむ。世羅をはじめとする臣民達からはいい王様と思われているが、本人は他者を征服することにしか興味がなく、戦闘で街に被害が出ても無関心。
弓弦羽 ミサキ（ゆずりは ミサキ）
声 - 石原夏織
アイドル。さまざまなテレビ番組に出演して姿を見せる。実は竜の巫女からカードデバイスを貰っており、サー・ガルマータを救うためにゼクス使いとなっていた。
サー・ガルマータ
声 - 間島淳司
ミサキと行動を共にするゼクス。「秩序の頂点」。かつて白の世界で十二使徒に仕えるガーディアンのリーダーだった。ガムビエルの命で天使に襲われた村に居合わせ、虐殺命令に逆らって綾瀬を救出したことで裏切り者となり追われている。リソースを使い果たし消滅を待つだけだった時にミサキと出会い救われた。

### その他の人間
御影 藍那（みかげ あいな）
声 - 遠藤ゆりか
飛鳥と同じ学校に通う同学年の女子生徒。飛鳥のことを好きだが本人には気づかれていない。東京で黒のゼクス「野蛮の魔人」バルバルス（声 - 越田直樹）に両親を殺され、神戸に移住してきた。オディウムに取り憑かれているが本人にはその時の記憶が無い。ゼクスを極度に恐れていたが、取り憑かれてからはなぜか吹っ切れ、ゼクスがいなくなればいいと笑顔で語るようになった。
飛鳥の母
声 - 渡辺明乃
浄園病院に入院中。フィエリテを飛鳥の彼女と認定した。
若本（読みは不明）
声 - 藤田奈央
聖竜学園学生寮の食堂のおばちゃん。
丸さん（読みは不明）
声 - 丸山詠二
飛鳥と藍那のアルバイト先 cafe Broccolo のマスター。赤の軍隊の侵攻後は、飛鳥達がゼクス使いとゼクスだと理解した上で普通に接している。
世羅の母
声 - 平野文
ニュースキャスター。世羅を置いて名古屋に出張し仕事をしている時にロボット型ゼクスの戦闘が勃発し行方不明になった。
チンピラ
声 - 竹内栄治
本名不明。綾瀬のデバイスの前の持ち主。高額で売り捌くのが目的だったがズィーガーが出現したため慌ててキャプチャーを試みるも、資質がなく効果が発動しないままあっけなく殺された。
綾瀬の両親
声 - 森功至（父）、井上喜久子（母）
天王寺 大和（てんのうじ やまと）
飛鳥の兄。外国で仕事をしていたが最終話で日本に帰国すると連絡があった。飛鳥の学費や母の入院費を負担しているが、飛鳥が遊ぶための小遣いは月500円しか与えない。

### その他のZ/Xや正体不明の存在
ミカエル
声 - 日笠陽子
四大天使の一人。綾瀬の従姉妹である上柚木さくらが未来の白の世界で天使となった存在であり、綾瀬のことをお姉さまと呼ぶ。
ガブリエル
声 - 小杉十郎太
四大天使の一人。天使に進化できた者とできなかった普通の人間を明確に差別するべきという（天使にとっては普通の）思想の持ち主。ガムビエルの主。ウリエルに反旗を翻そうと企んでいる。
竜の巫女（りゅうのみこ）
声 - 桑島法子
飛鳥にカードデバイスを与えた謎の人物。ナレーターも務める。現世界の竜の巫女であり、赤、緑、青、白、黒の5つの未来の並行世界が現代に現れた事態に際し、カードデバイスを資質のある人間に渡している。世界が滅びないという第6の未来を目指して行動しており、天王寺飛鳥に期待を寄せている。
ポラリス
声 - 明坂聡美
青の世界のアドミニストレータ。あづみに取引を持ち掛けた人物でリゲルの上司。実は竜の巫女と共に行動しており、未来を変えるためわざとリゲルにあずみの情報を漏らして青の世界から脱走させた。
ガムビエル
声 - 佐藤聡美
残忍な性格の少女で、白の世界の天使の中でも強力な「十二使徒 宝瓶宮」と呼ばれる存在。綾瀬がいた村を襲わせた張本人であり、彼女の両親の仇。大きな（自分の身長程度の）水瓶を乗り物にしている。必要ならば仲間の天使をも平気で殺害する。ガブリエルの配下であり、彼女の凶行の数々は全てガブリエルのために行われている。
クゥン
声 - 村川梨衣
ガムビエルの従者。ケット・シーという猫に似たゼクス。性別不明。
マリス
声 - 小林ゆう
ディアボロスというタイプの黒の女性Z/X。「悪意の魔人」。藍那の心の闇を「仮面の贄」にしようと狙う。飛鳥達に倒され死亡したが、「記憶の残滓」が存在を続けオディウムに藍那や綾瀬を取り込ませるよう暗躍した。
オディウム
声 - 小林ゆう
藍那に取り憑いたディアボロス。「憎しみの魔人」。他のゼクスからリソースを吸い取る能力を持ち、フィエリテ達を狙う。神戸が攻撃されたとき藍那のいた場所に巨大な（高層ビル大の）姿で出現したが、ミサイルとアレキサンダーの攻撃を吸収した後一旦姿を消した。Type.IIがリゲル達と神戸で戦ったため再度姿を現した。最後は綾瀬を取り込んで飛鳥たちと戦った。
敗北した後に残された砕けた仮面は、ガムビエルが回収しガブリエルの所に持ち帰っている。今後、ガブリエルのなんらかの企みに利用される模様。
ベガ
声 - 川澄綾子
青の世界のアドミニストレータ。
Type.II（タイプ ツー）
声 - 佐倉綾音
青の世界のゼクス。「オリジナルXIII」の一人。リゲルのオリジナルでもある。逃亡したリゲルを捕獲しに神戸まで追撃してきたが、フィエリテと龍膽も加わり手間取っているうちにプレイヤーを狙撃されたため断念。リソースが切れる前に撤退しようとしたがオディウムに捕まりリソースを吸収され消滅した。
フェクダ
声 - 不明
青の世界のゼクス。鎧を着た屈強な兵士型の「シティガード」。フォートレス NO.4から逃走したリゲルを3体で追撃したが返り討ちに遭い全滅した。
ウリエル
四大天使の一人で白の世界のリーダー。白の世界において、兄を殺して最初の天使となった存在とされる。実は白の未来の天王寺飛鳥であり、他の四大天使を覚醒させた存在。

## 用語
主にアニメ独自の設定について記述する。
カードデバイス
Z/Xを格納する装置で、Z/Xにリソースを供給する。資質のない人間には使用できない。1台のデバイスには1体のZ/Xしか入れられない。デバイスの中に入れたZ/Xには手を出せなくなるが、綾瀬曰く「プレイヤーを殺せばその問題は解決する」。
デバイス探知機
Z/Xの入ったカードデバイスを見つけ出す機械。赤の軍隊が所有している。手のひらに収まるくらいの大きさで、デバイスの位置を光点で表示する。
聖竜学園高等学校（せいりゅうがくえんこうとうがっこう）
飛鳥と藍那の通う学校。作中の時期が冬休みなので学生寮しか登場していない。学生寮はかなり豪華で1人部屋に居候3人が余裕で住める。食堂等は男女共用設備になっている。
cafe Broccolo （カフェ ブロコロ）
飛鳥と藍那のアルバイト先の喫茶店。いつの間にかZ/X使い達の溜まり場となった。藍那がやめた後はフィエリテが後任の店員となった。
結界
天使が作る球状の特殊な空間。内部の物体を破壊しても結界を消すと元の状態に戻る、リソースを帯びていない者は動けない（記憶も残らない）などの性質を持ち、体面を重んじる天使が秘密裏に行動するために有用。複数人が協力して巨大な結界も作れる。

## スタッフ
- 原作 - ブロッコリー / 日本一ソフトウェア
- 監督 - 山口祐司
- シリーズ構成 - 砂山蔵澄
- キャラクターデザイン - 渡辺純子
- アクション・エフェクト作監 - 神谷智大
- Z/X作画監督 - 嶋田俊彦（第1話 - 第6話）、野口寛明（第3話）
- デザインワークス - 新妻大輔
- 美術監督 - 片平真司
- 色彩設計 - 磯部知子
- 撮影監督 - 光石奈歩
- 編集 - 笠原義宏
- 音響監督 - 川添憲五
- 音楽 - 高梨康治
- 音楽制作 - ポニーキャニオン
- プロデューサー - 木下哲哉、内野秀紀、井内知樹、新川宗平
- アニメーション制作 - テレコム・アニメーションフィルム
- 製作 - Z/X IGNITION製作委員会

## 主題歌
オープニングテーマ「EX:FUTURIZE」
作詞 - hotaru / 作曲 - 奥井康介 / 編曲 - 中山真斗 / 歌 - 日笠陽子
第1話ではエンディングテーマとして使用。
エンディングテーマ「モノクロームオーバードライブ」
作詞・作曲 - HISASHI / 編曲 - HISASHI,DJMass(VIVID Neon*)&Shoko Mochiyama / 歌 - 遠藤ゆりか
第1話では未使用。

## 各話リスト
| 話数      | 脚本              | 絵コンテ                              | 演出                                  | 作画監督 |
| --------- | ----------------- | ------------------------------------- | ------------------------------------- | --- |
| PHASE 1   | 砂山蔵澄          | 矢野雄一郎 虎田功                     | 下司泰弘                              | 依田正彦、徳田夢之介、滝川和男、高梨光 臼田美夫、末永宏一、高須美野子                                         |
| PHASE 2   | 砂山蔵澄          | 小倉宏文                              | 小倉宏文                              | 野口寛明、KIM SAN、滝川和男、水野隆宏 荒木英樹、菅野智之、依田正彦、白井裕美子 KIM JUNG-CHUL、CHOI KYUNG-SEOK |
| PHASE 3   | 浅川美也          | まついひとゆき 小野葉待衣 関屋警部補  | 牧野次郎 石森真平                     | 羽野広範、吉岡敏幸、臼田美夫、高須美野子 西真由子、白井裕美子                                                 |
| PHASE 4   | 伊藤美智子        | 高林久弥                              | 土屋康郎                              | 澤木巳登理、熊膳貴志、滝川和男、依田正彦 野口寛明、高須美野子、西真由子                                       |
| PHASE 5   | ますもとたくや    | 高林久弥                              | 吉田俊司                              | 小林利充、Kim Dah In、野口寛明 高須美野子、西真由子                                                           |
| PHASE 6   | 砂山蔵澄          | 矢野雄一郎 小倉宏文                   | 下司泰弘 二宮壮史 石森真平            | 白井裕美子、西真由子、野口寛明、滝川和男 小林利充、山田真也、依田正彦                                         |
| PHASE 7   | 浅川美也          | 小倉宏文 虎田功 牧野次郎              | 吉本新太郎                            | 徳田夢之介、吉岡敏幸、山田真也、滝川和男 野口寛明、西真由子、白井裕美子                                       |
| PHASE 8   | 田中仁            | 平原春夫                              | 土屋康郎                              | Hong Suk Pyo、Song Jin Yeong Kim Jung Chul、野口寛明、白井裕美子                                              |
| PHASE 9   | 砂山蔵澄          | 平原春夫 向井雅浩                     | 牛草健                                | 鎌田祐輔、西真由子、幸野浩二 白井裕美子、小沼克介                                                             |
| PHASE 10  | 砂山蔵澄          | 川瀬敏文 徳吉功 やしろ駿              | 吉田俊司                              | 依田正彦、野口寛明、滝川和男、西真由子 山田真也、白井裕美子、Kim Dah In                                       |
| PHASE 11  | 田中仁            | 高林久弥 虎田功 牧野次郎              | 高林久弥                              | 小林利充、吉岡敏幸、Kim Dah In 滝川和男、山田真也、依田正彦 野口寛明、西真由子、白井裕美子                    |
| END PHASE | 砂山蔵澄 浅川美也 | 向井雅浩 小倉宏文 川瀬敏文 小田切警視 | 向井雅浩 土屋康郎 石森真平 小野葉照込 | 滝川和男、西真由子、白井裕美子、野口寛明 山田真也、依田正彦、小林利充 Hong Suk Pyo、Kim San、Kim Jung Chul    |

## 放送局
| 放送対象地域   | 放送局             | 放送期間                | 放送日時                      | 放送系列                                 | 備考                             |
| -------------- | ------------------ | ----------------------- | ----------------------------- | ---------------------------------------- | -------------------------------- |
| 関東広域圏     | テレビ東京         | 2014年1月10日 - 4月4日  | 金曜 1:50 - 2:20 （木曜深夜） | テレビ東京系列                           |                                  |
| 愛知県         | テレビ愛知         | 2014年1月10日 - 4月4日  | 金曜 3:05 - 3:35 （木曜深夜） | テレビ東京系列                           |                                  |
| 岡山県・香川県 | テレビせとうち     | 2014年1月11日 - 4月5日  | 土曜 1:53 - 2:23 （金曜深夜） | テレビ東京系列                           |                                  |
| 北海道         | テレビ北海道       | 2014年1月11日 - 4月5日  | 土曜 2:00 - 2:30 （金曜深夜） | テレビ東京系列                           |                                  |
| 福岡県         | TVQ九州放送        | 2014年1月12日 - 4月6日  | 日曜 1:55 - 2:25 （土曜深夜） | テレビ東京系列                           |                                  |
| 大阪府         | テレビ大阪         | 2014年1月12日 - 4月6日  | 日曜 3:05 - 3:35 （土曜深夜） | テレビ東京系列                           |                                  |
| 日本全域       | dアニメストア      | 2014年1月12日 - 4月6日  | 日曜 12:00 更新               | ネット配信                               | 見放題サービス利用者は全話見放題 |
| 日本全域       | バンダイチャンネル | 2014年1月12日 - 4月6日  | 日曜 12:00 更新               | ネット配信                               | 見放題サービス利用者は全話見放題 |
| 日本全域       | ニコニコチャンネル | 2014年1月12日 - 4月6日  | 日曜 12:00 更新               | ネット配信                               |                                  |
| 日本全域       | ニコニコ生放送     | 2014年1月12日 - 4月6日  | 日曜 23:30 - 月曜 0:00        | ネット配信                               |                                  |
| 日本全域       | AT-X               | 2014年1月16日 - 4月10日 | 木曜 23:00 - 23:30            | アニメ専門CS放送                         | リピート放送あり                 |
| 韓国全域       | ANIPLUS            | 2014年1月16日 - 4月10日 | 木曜 23:00 - 23:30            | CS放送、IP放送 ケーブルテレビ ネット配信 | 韓国語字幕あり                   |

## Blu-ray / DVD
| 巻 | 発売日        | 収録話          | 規格品番   | 規格品番   |
| 巻 | 発売日        | 収録話          | BD         | DVD        |
| -- | ------------- | --------------- | ---------- | ---------- |
| 1  | 2014年4月2日  | 第1話 - 第2話   | PCXP-50221 | PCBP-53171 |
| 2  | 2014年5月14日 | 第3話 - 第4話   | PCXP-50222 | PCBP-53172 |
| 3  | 2014年6月4日  | 第5話 - 第6話   | PCXP-50223 | PCBP-53173 |
| 4  | 2014年7月2日  | 第7話 - 第8話   | PCXP-50224 | PCBP-53174 |
| 5  | 2014年8月6日  | 第9話 - 第10話  | PCXP-50225 | PCBP-53175 |
| 6  | 2014年9月3日  | 第11話 - 第12話 | PCXP-50226 | PCBP-53176 |

## パチスロ
2017年3月にオリンピアよりリリース。